# Дрейпер, Хэл
Хэл Дрейпер (англ. Hal Draper, при рождении Гарольд Дубинский, англ. Harold Dubinsky; 19 сентября 1914 — 26 января 1990) — американский левый активист, социалистический теоретик и автор, сыгравший значительную роль в Движении за свободу слова (Free Speech Movement) в Беркли, штат Калифорния; переводчик и писатель-фантаст, известен своими обширными исследованиями творчества Карла Маркса.
В течение всей жизни Дрейпер был сторонником так называемого «социализма снизу» (Socialism from below), самоосвобождения рабочего класса, в противовес и капитализму, и сталинистскому бюрократизму, каждый из которых, как он считал, основывались на господстве «сверху». Был одним из создателей традиции «Третьего лагеря» (Third camp) в «холодной войне».

## Биография

### Ранние годы
Гарольд Дубинский родился в Бруклине, Нью-Йорк, в 1914 году, и был сыном евреев, эмигрировавших в Америку из Украины, входившей тогда в состав Российской империи.
Его отец, Самуил Дубинский, управляющий на текстильной фабрике, умер в 1924 году. Мать, Энни Корнблатт Дубинская, работала в магазине сладостей, чтобы сводить концы с концами после смерти мужа. Гарольд был одним из четырех детей, в том числе будущего историка Теодора Дрейпера.
Когда Хэлу был 18, его мать настояла на смене фамилии на «американскую по звучанию» «Дрейпер», чтобы оградить детей от антисемитизма.
Дубинский получил степень бакалавра в Бруклинском колледже в 1934 году.

### Политическая деятельность
В подростковые годы присоединился к Социалистической лиге молодёжи (Young People's Socialist League, YPSL) — молодёжной организации Социалистической партии Америки. Стал одним из лидеров национального студенческого движения против фашизма, войны и безработицы.
Его брат Теодор Дрейпер стал попутчиком Коммунистической партии США в 1930-е годы, а затем разочаровался в коммунизме. Их сестра Дороти (Дора) Дрейпер вышла замуж за Якова Рабкина (1905—2003), одного из создателей налогового законодательства США.
В Социалистической лиге молодёжи Хэл Дрейпер заинтересовался троцкизмом и стал лидером троцкистской тенденции («Appeal Tendency») в YPSL в 1936—1937 годах. Он был избран национальным секретарём организации в сентябре 1937 года, когда она выступила против сотрудничества со сталинизированным Коминтерном в пользу нового троцкистского Четвертого интернационала. Вместе с большинством YPSL ушёл из Социалистической партии и принял участие в создании Социалистической рабочей партии в 1937—1938 годах.
Когда в СРП началась внутренняя борьба и дебаты о классовой природе Советского Союза, Дрейпер поддержал оппозицию, стоявшую на позиции, что в сталинском СССР возник новый строй, ни социалистический, ни капиталистический, в котором новый класс — государственная бюрократия — захватил общественную и государственную власть. Когда в 1940 году фракция, возглавляемая Максом Шахтманом, Джеймс Бернхемом, и Мартином Эйберном, отделилась от СПР в отдельную Рабочую партию, Дрейпер присоединился к ним. Во время войны он и его жена Энн Дрейпер жили в Лос-Анджелесе, где были активными в кампаниях среди работников судоверфи, в том числе антифашистских и антирасистских. Вернувшись в Нью-Йорк в середине 1940-х годов, Дрейпер стал крупным писателем и партийным функционером.
К 1948 году Рабочая партия пришла к убеждению, что перспективы революции тают и ей придется выработать более реалистичную стратегию. Таким образом, она изменила свое название на Независимую социалистическую лигу, признавая, что её размеры и влияние не оправдывает самоопределение как «партии». Хотя Дрейпер лично выступил против этого решения, он представлен в большинстве. В 1962 году Дрейпер, тогда житель Беркли, порвал с Социалистической партией, в состав которой Независимая социалистическая лига вошла в 1958 году (чего он не поддерживал, но поначалу подчинился решению большинства). Он создал Независимый социалистический клуб (ISC). В этот период Дрейпер получил степень магистра в Беркли в 1960 году, а также служил библиотекарем в университетском хранилище микрофильмов.
В 1964 году Дрейпер был активно вовлечён в Движение за свободу слова, важный предшественник движения новых левых, в Университете Калифорнии в Беркли. Стал наставником для лидера движения Марио Савио и других молодёжных активистов.
В 1968 году Независимый социалистический клуб превратился в организацию «Международные социалисты». В 1971 году Дрейпер покинул организацию, обвинив группу в превращении в политическую секту. С тех пор он работал как независимый радикальный ученый, написав большое количество научных трудов, посвященных марксизму и рабочему движению.
Умер от воспаления легких в своем доме в Беркли, штат Калифорния, 26 января 1990 года.

## Наследие
Ключевой труд — пятитомная «Теория революции Карла Маркса» (Monthly Review Press, 1977—1990), конструктивная переоценка всей марксовой политической теории, основывающаяся на обзоре работ Маркса и Энгельса. В пятитомнике, как и в написанном ранее эссе «Две души социализма», Дрейпер рассматривает историю социалистических концепций как противоборство двух противоположных начал — элитарного «социализма сверху» и демократического «социализма снизу», определяя этой фразой и политическое кредо самого Маркса.
Дрейпер также был редактором трехтомной «Энциклопедии Маркса-Энгельса» (Marx-Engels Cyclopedia), подробно рассматривавшей повседневную деятельность и труды двух основателей марксизма.
Помимо политических и научных сочинений, Дрейпер писал художественные произведения — например, рассказ 1961 года «Зпс нйд в бблтк» (название в оригинале MS Fnd in a Lbry отсылает к MS. Found in a Bottle Эдгара Алана По), сатиру на информационную эру.
В 1982 году Дрейпер издал английский перевод полного собрания поэтических произведений немецкого поэта Генриха Гейне — плод трех десятилетий работы, которую он вёл наряду с общественно-политической.

## Переводы на русский
- Дрейпер Хэл. Две души социализма. М., 2016 — 54 с.
- Дрейпер Хол. Зпс нйд в бблтк // Нежданно-негаданно: Антология научной фантастики. М., 1973.